# جون وليامز (سياسي أسترالي، مواليد 1948)
جون وليامز (بالإنجليزية: John Williams)‏ هو سياسي أسترالي، ولد في 18 أغسطس 1948 في برث في أستراليا. نشط حزبياً في الحزب الوطني الأسترالي. وقد انتخب عضو الجمعية التشريعية لنيو ساوث ويلز عن دائرة Electoral district of Murray-Darling ‏ (24 مارس 2007 – 6 مارس 2015).